# 和耀曾
和耀曾（1834年—1897年），清朝将领。字荣轩，纳西族。云南丽江白沙人。大理守城营都司和鉴的儿子。
和耀曾习武，好读书。咸丰六年（1856年），父亲去世，荫袭云骑尉职。保署维西协任都司职，曾奉令指挥帐下杨玉科、张润等镇压杜文秀起事。同治十一年（1872年），同杨玉科攻克大理城。赏穿黄马褂，赐“达鲁巴图鲁”名号。历任副将、总兵、记名提督、提督等职，封正一品官、建威将军，并赏给田产。任内，赏恤死伤兵勇及培植丽、云南士子、昆明名士陈荣昌。后署任陕西汉中镇。在任贵州镇远镇总兵的十余年间，治兵有方，地方宁安，注意民间生理，督率所部修渠筑堤，连年按季节在道旁种植桐树，百姓受惠。在任上去世，镇远建有和公祠及竖碑颂其政德。